# أولاف كليتغارد بولسين
أولاف كليتغارد بولسين (بالدنماركية: Olaf Klitgaard Poulsen)‏ هو مجدف دنماركي، ولد في 18 مايو 1914 في هورسينس في الدنمارك، وتوفي في فبراير 2007.

## وصلات خارجية
- أولاف كليتغارد بولسين على موقع الاتحاد الدولي للتجديف (الإنجليزية)
- أولاف كليتغارد بولسين على موقع اللجنة الأولمبية الدولية (الإنجليزية)
- أولاف كليتغارد بولسين على موقع أوليمبيديا (الإنجليزية)